# Quattro Pro
Quattro Pro (クワトロ・プロ) は、著名な表計算ソフトの一つで、当初はアメリカのボーランド社が開発し、現在はカナダのコーレル(Corel)社によって提供されている。
日本語版は1997年に発表された第8版(Quattro Pro 8J)を最後に投入されていない。
複数のワークシートをタブで切り替えて表示するユーザインタフェースを最初に採用した表計算ソフトであり、またオブジェクトをマウスの右ボタンでクリックすることでコンテキストメニューを表示するユーザインタフェースを最初に採用したWindows用のアプリケーションソフトある。このユーザインタフェースはやがてライバルであるMicrosoft Excelにも採用され、現在ではWindowsにおける標準的なユーザインタフェースとなっている。